# レッド・デジタル・シネマカメラ・カンパニー
レッド・デジタル・シネマカメラ・カンパニー（英: Red Digital Cinema Camera Company）は2005年設立。米カリフォルニア州レイク・フォレスト市に本社を置き、レッド・ワン（Red One）と呼ばれるデジタル・ビデオカメラの開発会社である。
- シネマカメラは解像度が4520×2540に達するスーパー35大のCMOSイメージセンサを用いる。価格は17500ドル、低予算で高解像度のデジタルシネマの製作会社向けを想定している。全米放送事業者協会（NAB）（2008年4月開催）ではその全貌が明らかになった。
- レッド・デジタル・シネマカメラ・カンパニーは1999年、スポーツ・サングラスメーカーのオークリーの創業者であり、カメラ蒐集家でもあったジム・ジャナード（英語版）によっり設立された。ジャナードは2007年11月にイタリアに本社を置く世界最大の眼鏡メーカー、ルックスオティカにオークリーを約2,000億円で売却。「余生はデジタルカメラビジネスに集中する」と公言している。
- 2013年8月19日、創業者のジム・ジャナードが引退を表明。
- 2024年、ニコンが子会社にした[1]。

## 概要

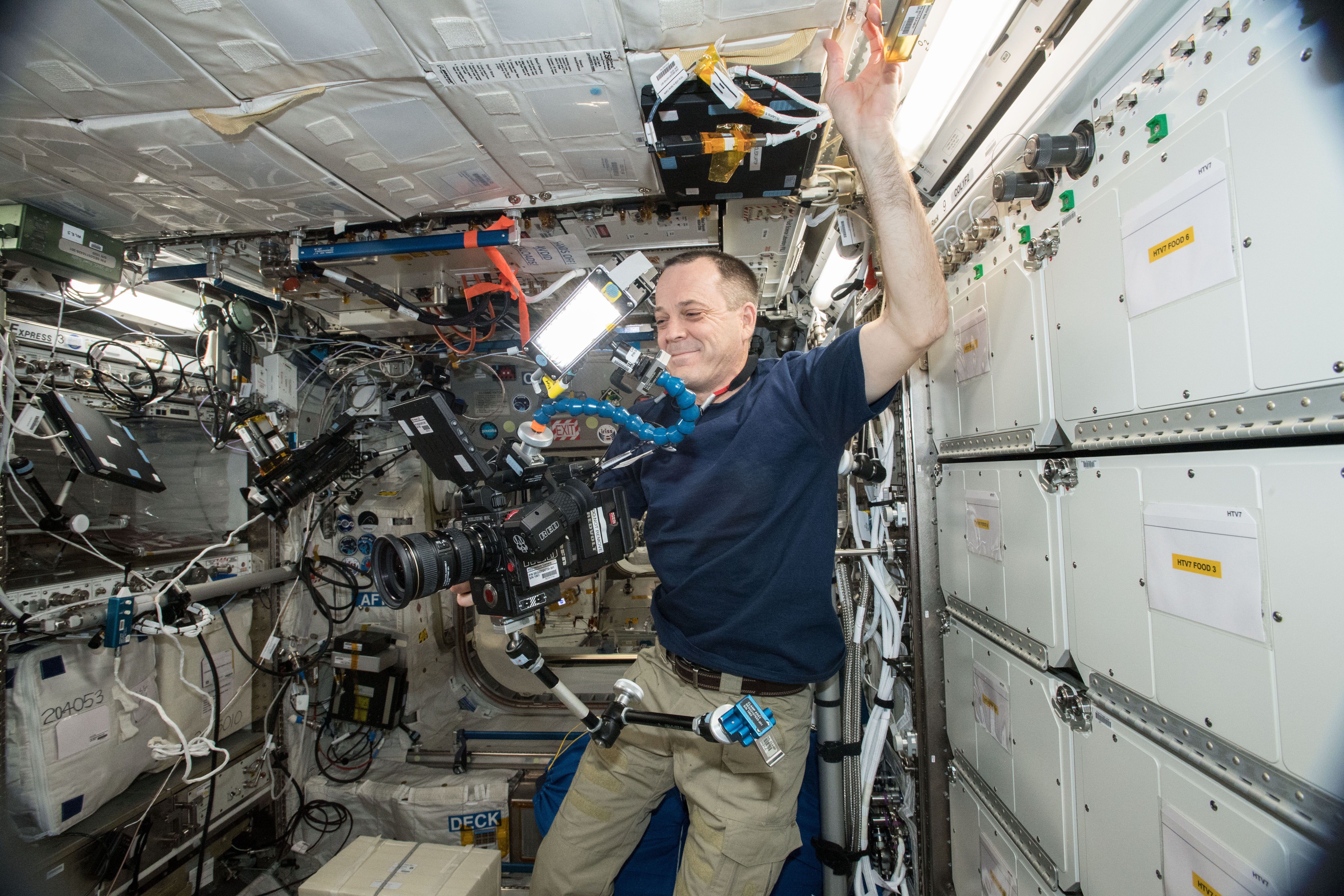
ISS長期滞在（ISS-56）時にHelium 8Kカメラで内部を撮影するリチャード・アーノルド

レッド・デジタル・シネマカメラ・カンパニーの主力商品が「RED」シリーズのデジタルシネマカメラである。このカメラは最低スペックとして4K DCI（4096x2160）のデジタルシネマ規格に対応している事が最大の特徴である。発売当初、この画質をREDと同価格で得る方法は皆無であり、発売と同時に主に映画作品において重用されている。
ジム・ジャナードはREDを「Digital Still and Motion Camera」というコンセプトの元開発しており、REDが撮影する映像は「動画ファイル」ではなく「秒24コマ以上で連続撮影される高解像度の静止RAW画像ファイル」であるとしている。この考え方は従来のシネマカメラよりもフィルムカメラに近いコンセプトであり、また撮影するものは純然たる静止圧縮RAW画像である為、ポスター広告などのグラフィックに対して使用する事も想定されている。
RAW画像とは本来センサーが捉えた画を無圧縮のまま記録した画像を指すが、REDのRAWは1/3~1/18の範囲で圧縮をかけており非圧縮ファイルに対して比較的データの取り扱いが容易になっている。しかしそれでも8メガピクセル以上の静止画を高速連続処理するため、編集には相応のスペックを持つ高性能コンピュータが必要になる。また、RAW画像自体はセンサーが受けた画をそのまま無加工で記録している為、このまま映像を放送・上映する事は出来ず、「現像」過程が必要になってくる。この過程で映像を高品質な物にする事もできるが、反面テープメディア時代のカメラのように即編集・放送といった利便性には欠ける、まさに「映画の為のカメラ」である。
2013年末時点で、主力製品であるRED EPICには「Dragon」という6K解像度にまで対応した最新型CMOSセンサーが使用されている。最大解像度で撮影する事でマスターが4Kという高解像度でもほぼ劣化する事無く編集でリフレーミングといった加工を自由に行う事が出来る。

## RED ONEの技術仕様

### 撮像素子
撮像素子は画角24.4mmx13.7mm、1200万画素のCMOS（ブランド名:Mysterium）を使用している。ダイナミックレンジは66dB以下である。Mysterium撮像素子は画角がスーパー35フィルムと同じなので35mmフィルム式シネマカメラ向けのレンズが使用できる。
カメラは同様に窓モードで使用することもできる。スーパー16の画角をエミュレートする事ができる。

### 記録フォーマット
記録フォーマットは（4520x2540画素、プログレッシブスキャンの場合）、4K RAW RedCode, 4K RAW 2:1 RedCode, 2K RAW RedCodeで記録される。
| フレームレート                              | サポートされる解像度                                                  |
| ------------------------------------------- | --------------------------------------------------------------------- |
| 1 – 60 fps（可変）                          | 2540p RAW（RAW ポートオプション）廃止（作業行程で代替）               |
| 1 – 30 fps（可変）                          | 4K RAW, 4K 2:1（windowed とRedCode コーデックを使用）                 |
| 1 – 120 fps（可変）                         | 2K RAW（windowed とRedCode コーデックを使用）                         |
| 23.98, 24, 25, 29.97, 30, 50, 59.94, 60 fps | すべてのフォーマットは12ビットリニア非圧縮または圧縮されたRAWである。 |

レッド・ワンは標準画質での撮影は行わない。高解像度で撮影すれば編集段階で解像度を標準画質に変換できるが逆は出来ないからである。
| 画面サイズ | 幅   | 縦   | 百万画素 | 縦横比 | 最大フレーム/秒 | 24fpsでのREDCODE | 最大fpsでのREDCODE |
| ---------- | ---- | ---- | -------- | ------ | --------------- | ---------------- | ------------------ |
| 4.5K       | 4480 | 1920 | 8.6      | 2.33:1 | 30              | 8:1              | 8:1                |
| 4K 16:9    | 4096 | 2304 | 9.4      | 1.78:1 | 30              | 8:1              | 8:1                |
| 4K         | 4096 | 2048 | 8.4      | 2:1    | 30              | 8:1              | 8:1                |
| 4K HD      | 3840 | 2160 | 8.3      | 1.78:1 | 30              | 8:1              | 8:1                |
| 4K ANA     | 2816 | 2304 | 6.5      | 2.44:1 | 30              | 8:1              | 8:1                |
| 3K         | 3072 | 1728 | 5.3      | 1.78:1 | 60              | 8:1              | 8:1                |
| 3K         | 3072 | 1536 | 4.7      | 2:1    | 60              | 8:1              | 8:1                |
| 3K ANA     | 2112 | 1728 | 3.8      | 2.44:1 | 60              | 8:1              | 8:1                |
| 2K         | 2048 | 1152 | 2.4      | 1.78:1 | 120             | 8:1              | 8:1                |
| 2K         | 2048 | 1024 | 2.1      | 2:1    | 120             | 8:1              | 8:1                |
| 2K ANA     | 1408 | 1152 | 1.6      | 2.44:1 | 120             | 8:1              | 8:1                |

### 圧縮行程
RAWで記録した場合、毎秒24フレームのデータ量は1760Mbps（220メガバイト/秒）に達する。データ量が膨大になるのでリアルタイムで圧縮する。

### 音声
現在の所、音声は12.4チャンネル、非圧縮、24ビット、48KHzである。

## レンズとレンズマウント
- レッド・ワン・カメラは標準的にはArri PLのレンズ規格に準拠。キヤノンやニコンのレンズマウントにも対応できる選択肢も用意されている（サードパーティ製アダプタを使う場合を含む）。

## レッド・レイ・プロジェクターシステム
レッド・レイ・プロジェクターは2012年のNABで発表された。レッド・レイ・プロジェクターシステムは3つの部品で構成される。:レッド・レイ・プロプレイヤー、レッド・レイ・プロジェクター・レーザーモジュールとレッド・レイ・プロジェクターである。プロジェクターの名称は4Kの動画を毎秒10-15メガビットで映画の投影に充分な画質で圧縮する圧縮アルゴリズムであるレッド・レイ・コーデックに由来する。コーデックの当初の用途は4Kの映像をブルーレイ化してDVDの流通網で流通出来るようにする事だった。
レッド・レイ・プロジェクターは3Dの4K映像を毎秒120フレームで表示できる能力を有する。光源であるレーザーモジュールを分離することによってファンによって冷却を必要とする発熱部を映写室外に設置できるようになった。複数のレーザーモジュールを使用する事によって異なる映写幕の大きさに対応できる。1台のレーザーモジュールで最大15フィートの映写幕に対応できる。試作機は同様にカメラシステムと共に販売される同じレッド・プロ・プライムレンズ群を使用する。
2012年末にレッド・レイ・プレイヤーデジタルコンテントサーバー込みで$10,000以下で出荷された。レッドは同様により高品質の3D互換の映写幕の販売を提案している。

## その他の製品

### レンズ
独自ブランドのPLマウントの独自の短焦点とズームレンズを販売する。これらのレンズの画角はエピックとフィルムカメラの撮像素子または画角を満たす。
| 名称                   | 焦点距離 | t-ストップ | 重量     |
| ---------------------- | -------- | ---------- | -------- |
| レッド・プロ・プライム | 18mm     | 1.8        | 6.45 lbs |
| レッド・プロ・プライム | 25mm     | 1.8        | 6.16 lbs |
| レッド・プロ・プライム | 35mm     | 1.8        | 6.07 lbs |
| レッド・プロ・プライム | 50mm     | 1.8        | 4.53 lbs |
| レッド・プロ・プライム | 85mm     | 1.8        | 4.2 lbs  |
| レッド・プロ・プライム | 100mm    | 1.8        | 4.39 lbs |
| レッド・プロ・プライム | 300mm    | 2.9        | 5.67 lbs |
| レッド・プロ・ズーム   | 17-50mm  | 2.9        | 3.2 lbs  |
| レッド・プロ・ズーム   | 18-85mm  | 2.9        | 9.9 lbs  |

As of 3/1/12 the 50mm is no longer for sale from RED
In Q1 of 2010, the 18–50 mm t/2.9 zoom was replaced by a 17–50 mm t/2.9 zoom.
2010年1月14日焦点距離35mm, 50mm 85mm 100mm でt/2.4の非球面レンズの開発が発表された。
 2010年10月20日、Jarred Landそれらのレンズはまだ開発中であると認めた。

### 表示装置
カメラ上に設置する確認用のオプションが入手可能である。
| 名称               | 大きさ | 解像度   | ppi  | タッチスクリーン |
| ------------------ | ------ | -------- | ---- | ---------------- |
| BOMB EVF           | n.a.   | 1280x784 | n.a. | no               |
| RED TOUCH 5.0" LCD | 5"     | 800x480  | 187  | yes              |
| RED TOUCH 9.0" LCD | 9"     | 1280x784 | 187  | yes              |
| RED PRO LCD (7")   | 7"     | 1024x600 | 170  | no               |
| RED LCD (5.6")     | 5.6"   | 1024x600 | 212  | no               |

### 記録媒体
レッドカメラはRedcodeデータファイルを機械的なハードディスクやフラッシュメモリーによるデジタル記録で記録する。エピックとスカーレットはRedmag SSDのみに記録できる。
レッド・ドライブは2台のRAID 0仕様の2.5 インチハードディスクで構成されるデジタルマガジンを基にした640 GBの外部ハードディスクである。REDCODEの圧縮比に依存するが4Kの画質で2時間以上記録可能である。レッドドライブは通常、カメラのロッドサポートシステムに装荷するクレードル内に収められる。専用の接続端子を介してカメラに接続され、カメラと記録装置間はSATA標準プロトコルが通信に使用される。記録装置はFireWire 800, FireWire 400 と USB 2.0ポートを持ち、外部ハードディスクを増設できる。2010年に廃盤になった。
現在のRed-RAM記録装置はより長時間の記録をコンパクトフラッシュカード（レッドブランドのコンパクトフラッシュカードは8と16Gbが入手できる）や廃盤になった機械的なハードディスクによる記録装置よりも長時間記録することを企図する。
RedMags と RedMagミニ はレッド社が販売する最新で唯一の公式にサポートするDSMC系列の記録媒体である。
SSDカードは転送速度に応じて色分けされている。

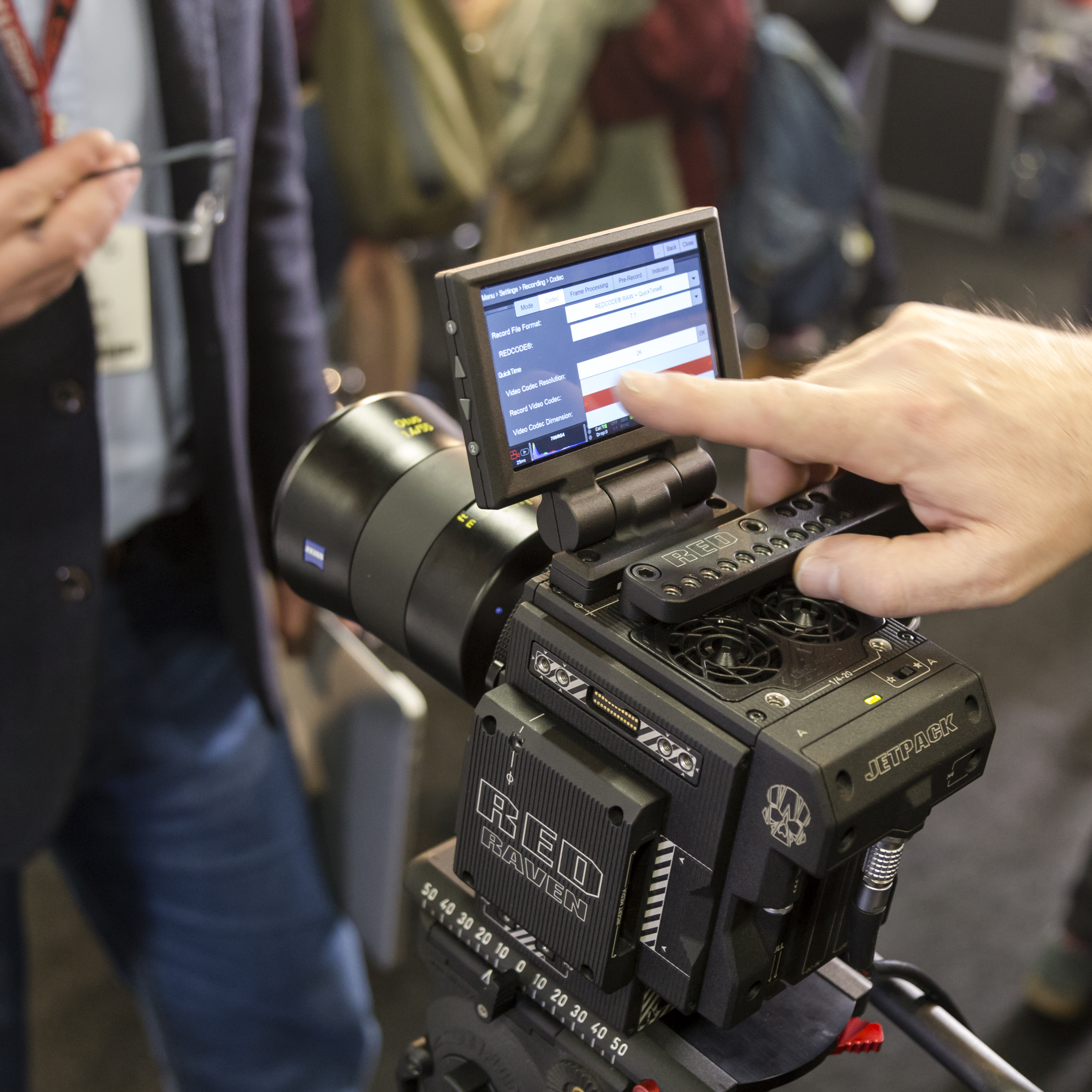

以下のサイズが入手可能である:
| 大きさ | MB/s | 色   | 入手性   |
| ------ | ---- | ---- | -------- |
| 48GB   | 112  | 灰色 | 入手可   |
| 64GB   | 225  | 黒   | 入手可   |
| 128GB  | 225  | 黒   | 入手可   |
| 256GB  | 225  | 黒   | 入手可   |
| 512GB  | 450  | 赤   | 入手可   |
| ミニ   | n/a  | 黒   | 入手不可 |

### バッテリー
レッドボルトバッテリーは30Whの容量でDSMCシステム専用に設計された。これらはDSLRバッテリーの側面のハンドルに内蔵したり後部のバッテリーホルダーに設置できる。

## REDの機材で撮影された劇場公開映画
洋画
- チェ 28歳の革命 / 39歳 別れの手紙（2008年 スティーヴン・ソダーバーグ監督）
- ジャンパー（2008年 ダグ・リーマン監督） - セカンドユニットのみRED ONEを使用
- 天使と悪魔（2009年 ロン・ハワード監督）
- ノウイング（2009年 アレックス・プロヤス監督） - 全編の撮影にRED ONEを使用
- ホテルチェルシー（2009年 ホルヘ・バルデス・イガ監督）
- サバイバル・オブ・ザ・デッド（2009年ジョージ・A・ロメロ監督） - 全編の撮影にRED ONEを使用
- GAMER（2009年 マーク・ネヴェルダイン&ブライアン・テイラー共同監督）
- 第9地区（2009年 ニール・ブロムカンプ監督） - 高速度撮影のシーンを除いた全編にRED ONEを使用
- 瞳の奥の秘密（2009年 フアン・ホセ・カンパネラ監督）
- ラブリーボーン（2009年 ピーター・ジャクソン監督）
- ソーシャル・ネットワーク（2010年 デヴィッド・フィンチャー監督） - 全編の撮影にRED ONE MXを使用
- ゴーストライダー2（2011年 マーク・ネヴェルダイン&ブライアン・テイラー共同監督） - 全編の撮影にRED ONE MXを使用
- コンテイジョン（2011年 スティーヴン・ソダーバーグ監督）
- ドラゴン・タトゥーの女（2011年 デヴィッド・フィンチャー監督）
- アメイジング・スパイダーマン（2012年 マーク・ウェブ監督） - 全編の撮影にRED EPICを使用
- スノーホワイト（2012年 ルパート・サンダース監督） - 合成シーンなど一部にRED EPICを使用
- 華麗なるギャツビー（2013年 バズ・ラーマン監督） - 全編の撮影にRED EPICを使用
- パシフィック・リム（2013年 ギレルモ・デル・トロ監督） - 全編の撮影にRED EPICを使用
- エリジウム（2013年 ニール・ブロムカンプ監督） - 全編の撮影にRED EPICを使用
- 悪の法則（2013年 リドリー・スコット監督） - 全編の撮影にRED EPICを使用
- エンダーのゲーム（2014年 ギャヴィン・フッド監督）— 全編の撮影にRED EPICを使用
- トランスフォーマー/ロストエイジ（2014年 マイケル・ベイ監督） - 全編の撮影にRED EPICを使用
- ゴーン・ガール（2014年 デヴィッド・フィンチャー監督） - 全編の撮影にEPIC DRAGONを使用
- エクソダス:神と王（2015年 リドリー・スコット監督）- 全編の撮影にRED EPICを使用
- チャッピー（2015年 ニール・ブロムカンプ監督） - 全編の撮影にRED EPICを使用
- アデライン、100年目の恋（2015年 リー・トランド・クーガー監督） - 全編の撮影にRED EPICを使用
- オデッセイ（2016年 リドリー・スコット監督） - 全編の撮影にRED EPICを使用
- リリーのすべて（2016年 トム・フーパー監督） - 全編の撮影にRED EPICを使用
- インデペンデンス・デイ: リサージェンス（2016年 ローランド・エメリッヒ監督） - 全編の撮影にRED EPICを使用
- X-MEN:アポカリプス（2016年 ブライアン・シンガー監督） - クイックシルバーの超高速撮影を除く全編の撮影にRED EPICを使用
- スキップ・トレース（2016年 レニー・ハーリン監督） - 全編の撮影にRED EPICを使用
- マリアンヌ（2017年 ロバート・ゼメキス監督） - 全編の撮影にRED WEAPONを使用
- ガーディアンズ・オブ・ギャラクシー:リミックス（2017年 ジェームズ・ガン監督） - 全編の撮影にRED WEAPONを使用
- パワーレンジャー（2017年 ディーン・イズラライト監督） - 全編の撮影にRED EPIC DRAGONを使用
- トランスフォーマー/最後の騎士王（2017年 マイケル・ベイ監督） - 全編の撮影にRED WEAPONを使用
- 僕のワンダフル・ライフ（2017年 ラッセ・ハルストレム監督） - 全編の撮影にRED WEAPONを使用
- ワンダー 君は太陽（2017年 スティーブン・チョボスキー監督）
- カンフー・ヨガ（2017年 スタンリー・トン監督） - 全編の撮影にRED EPICを使用
- ジオストーム（2017年 ディーン・デヴリン監督） - 全編の撮影にRED EPIC DRAGONを使用
- ジョニー・イングリッシュ アナログの逆襲（2018年 デヴィッド・カー監督） - 全編の撮影にRED HELIUMを使用
- 移動都市/モータル・エンジン（2018年 クリスチャン・リヴァース監督） - 全編の撮影にRED WEAPONを使用
- イエスタデイ（2019年 ダニー・ボイル監督） - 全編の撮影にRED HELIUMを使用
- ミッドウェイ（2019年 ローランド・エメリッヒ監督） - 全編の撮影にRED HELIUMを使用
- ドクター・ドリトル（2020年 スティーヴン・ギャガン監督） - 全編の撮影にRED MONSTROを使用
- アクアマン/失われた王国（2023年 ジェームズ・ワン監督）

邦画
- 築城せよ!（2009年 古波津陽監督）
- ハイキック・ガール!（2009年 西冬彦監督）
- 時をかける少女（2010年 谷口正晃監督）
- 誘拐ラプソディ（2010年 榊英雄監督）
- 太平洋の奇跡 -フォックスと呼ばれた男-（日テレ×MOVIE 2011年 平山秀幸監督）
- のぼうの城（TBS PICTURES TBS開局60周年記念作品 2012年 犬童一心/樋口真嗣共同監督）
- テルマエ・ロマエ（フジテレビムービー 2012年 武内英樹監督）
- 宇宙刑事ギャバン THE MOVIE（2012年 金田治監督）
- 劇場版 ATARU THE FIRST LOVE & THE LAST KILL（TBS PICTURES 2013年 木村ひさし監督） - 全編の撮影にRED EPICを使用
- カノジョは嘘を愛しすぎてる（フジテレビムービー フジテレビ開局55周年記念作品 2013年 小泉徳宏監督） - 全編の撮影にRED EPICを使用
- 永遠の0（2013年 山崎貴監督） - 全編の撮影にRED EPICを使用
- テルマエ・ロマエII（フジテレビムービーフジテレビ開局55周年記念作品 2014年 武内英樹 監督） - 全編の撮影にRED EPICを使用
- STAND BY ME ドラえもん（tv asahi movie 2014 山崎貴/八木竜一共同監督） - 背景の撮影にRED EPICを使用
- ルパン三世（TBS PICTURES TBSテレビ放送60周年記念作品 2014年 北村龍平監督） - 全編の撮影にRED EPICを使用
- 想いのこし（2014年 平川雄一朗監督） - 全編の撮影にRED EPICを使用
- 寄生獣（日テレ×MOVIE 2014年 山崎貴監督） - 全編の撮影にRED EPICを使用
- 海月姫（2014年 川村泰祐監督） - 全編の撮影にRED EPICを使用
- ジョーカー・ゲーム（日テレ×MOVIE 2015年 入江悠監督） - 全編の撮影にRED EPICを使用
- 悼む人（2015年 堤幸彦監督） - 全編の撮影にRED EPICを使用
- 寄生獣 完結編（日テレ×MOVIE 2015年 山崎貴監督） - 全編の撮影にRED EPICを使用
- イニシエーション・ラブ（日テレ×MOVIE 2015年 堤幸彦監督） - 全編の撮影にRED EPICを使用
- 新宿スワン（2015年 園子温監督） - 全編の撮影にRED EPICを使用
- 予告犯（TBS PICTURES TBSテレビ放送60周年記念作品 2015年 中村義洋監督） - 全編の撮影にRED EPICを使用
- 進撃の巨人 ATTACK OF TITAN（2015年 樋口真嗣監督） - 全編の撮影にRED EPICを使用
- 進撃の巨人 ATTACK OF TITAN エンドオブザワールド（2015年 樋口真嗣監督） - 全編の撮影にRED EPICを使用
- バクマン。（2015年 大根仁監督） - 全編の撮影にRED EPICを使用
- セーラー服と機関銃 -卒業-（角川映画創業40周年記念作品 2016年 前田弘二監督） - 全編の撮影にRED EPICを使用
- 世界から猫が消えたなら（2016年 永井聡監督） - 全編の撮影にRED EPICを使用
- 高台家の人々（フジテレビムービー 集英社創業90周年記念作品 2016年 土方政人監督） - 全編の撮影にRED EPICを使用
- 何者（2016年 三浦大輔監督） - 全編の撮影にRED EPICを使用
- 帝一の國（フジテレビムービー 2017年 永井聡監督） - 全編の撮影にRED WEAPONを使用
- 忍びの国（TBS PICTURES 2017年 中村義洋監督） - 全編の撮影にRED EPICを使用
- 宇宙戦隊キュウレンジャー THE MOVIE ゲース・インダベーの逆襲（2017年 柴﨑貴行監督） - 全編の撮影にRED HELIUMを使用
- あさひなぐ（2017年 英勉監督） - 全編の撮影にRED EPICを使用
- ナラタージュ（2017年 行定勲監督） - 全編の撮影にRED EPICを使用
- 恋と嘘（2017年 古澤健監督） - 全編の撮影にRED EPICを使用
- 鋼の錬金術師（2017年 曽利文彦監督） 全編の撮影にRED EPICを使用
- ラスト・ホールド!（2018年 真壁幸紀監督） - 全編の撮影にRED EPICを使用
- 来る（2018年 中島哲也監督）
- 劇場版 ウルトラマンR/B セレクト! 絆のクリスタル（2019年 武居正能監督） - 全編の撮影にRED MONSTROを使用
- 九月の恋と出会うまで（日テレ×MOVIE 2019年 山本透監督） - 全編の撮影にRED DRAGONを使用
- 騎士竜戦隊リュウソウジャー THE MOVIE タイムスリップ!恐竜パニック!!（tv asahi movie tv asahi開局60周年記念作品 2019年 上堀内佳寿也監督） - 全編の撮影にRED HELIUMを使用
- 記憶屋 あなたを忘れない（2020年 平川雄一朗監督） - 全編の撮影にRED HELIUMを使用
- 犬鳴村（2020年 清水崇監督） - 全編の撮影にRED GEMINIを使用
- 劇場版 ウルトラマンタイガ ニュージェネクライマックス（2020年 市野龍一監督） - 全編の撮影にRED MONSTROを使用
- 線は、僕を描く（日テレ×MOVIE 2022年 小泉徳宏監督） - 全編の撮影にRED RANGERを使用
- ゴールデンカムイ（2024年 久保茂昭監督） - 全編の撮影にRED KOMODOを使用

洋画インターネット配信
- クリスマス・クロニクル（2019年 クレイ・ケイティス監督） - 全編の撮影にRED DRAGON-Xを使用

邦画インターネット配信
2024年現在、600本以上の劇場用映画が本機で撮影されている。

## REDの機材で撮影された映像作品
イベント映像
- 奈良 興福寺創建1300年記念 国宝 阿修羅展
  - 阿修羅像全身3Dモデリング作成のために利用され、この様子はNHKで放映された。

国内テレビドラマ
- スーパー戦隊シリーズ（2009年 - ）※テレビシリーズ、映画、ビデオオリジナル、配信オリジナルを含む
  - 侍戦隊シンケンジャー（2009年 - 2010年）
  - 天装戦隊ゴセイジャー（2010年 - 2011年）
  - 海賊戦隊ゴーカイジャー（2011年 - 2012年）
  - 特命戦隊ゴーバスターズ（2012年 - 2013年）
  - 獣電戦隊キョウリュウジャー（テレビ朝日開局55年記念番組 2013年 - 2014年） - 全編の撮影にEPIC DRAGONを使用
  - 烈車戦隊トッキュウジャー（2014年 - 2015年） - 全編の撮影にRED EPICを使用
  - 手裏剣戦隊ニンニンジャー（2015年 - 2016年） - 全編の撮影にRED EPICを使用
  - 動物戦隊ジュウオウジャー（2016年 - 2017年） - 全編の撮影にRED WEAPONとRED EPICを使用
  - 宇宙戦隊キュウレンジャー（2017年 - 2018年） - 全編の撮影にRED EPIC-Wを使用
  - 快盗戦隊ルパンレンジャーVS警察戦隊パトレンジャー（2018年 - 2019年） - 全編の撮影にRED EPIC-Wを使用
  - 4週連続スペシャル スーパー戦隊最強バトル!!（2019年） - 全編の撮影にRED HELIUMを使用
  - 騎士竜戦隊リュウソウジャー（tv asahi開局60周年記念作品 2019年 - 2020年） - 全編の撮影にRED HELIUMを使用
  - 魔進戦隊キラメイジャー（2020年 - 2021年） - 全編の撮影にRED RANGERを使用
  - 王様戦隊キングオージャー（2023年） - 屋外での撮影にRED V-RAPTORを使用
- ウルトラシリーズ（2014年‐）※テレビシリーズ、映画、などを含む
  - ウルトラマンギンガS（2014年） - 全編の撮影にRED EPICを使用
  - ウルトラマンX（2015年） - 全編の撮影にRED EPICを使用
  - ウルトラマンオーブ（2016年） - 全編の撮影にRED EPICを使用
  - ウルトラマンジード（2017年） - 全編の撮影にRED EPIC-Wを使用
  - ウルトラマンR/B（2018年） - 全編の撮影にRED EPIC-Wを使用
  - ウルトラマンタイガ（2019年） - 全編の撮影にRED MONSTROを使用
  - ウルトラマンZ（2020年） - 全編の撮影にRED MONSTROを使用
  - ウルトラマンブレーザー（2023年） - 全編の撮影にRED V-RAPTORを使用
- 琉神マブヤー2
- 琉神マブヤー3
- 初恋クロニクル
- ミエルヒ（2009年、北海道テレビ放送） - 全編の撮影にRED ONEを使用。
- なぞの転校生 - テレビ東京系列で2014年放映のテレビドラマ作品。全編RED EPICによる5K撮影が行われている
- アイムホーム（2015年、テレビ朝日系列） - 全編の撮影にRED EPICを使用
- MARS 〜ただ、君を愛してる〜（2016年 日本テレビ） - 全編の撮影にRED EPICを使用
- コールドケース 〜真実の扉〜（2016年、WOWOWプライム） - 全編の撮影にRED WEAPONを使用

海外テレビドラマ
- チュノ～推奴～
- リゾーリ&アイルズ ヒロインたちの捜査線（2010年）
- プリティ・リトル・ライアーズ（2010年）
- コバート・アフェア（2010年）
- ディファイアンス（2013年 - ） - 全編の撮影にRED EPICを使用
- エージェント・オブ・シールド（2013年 - ） - 全編の撮影にRED EPICを使用
- ストレイン 沈黙のエクリプス（2014年）
- ザ・ラストシップ（2015年 - ） - 全編の撮影にRED EPICを使用
- MR. ROBOT/ミスター・ロボット（2015年） - 全編の撮影にRED EPICを使用
- 11.22.63（2016年） - 全編の撮影にEPIC DRAGONを使用
- ルーク・ケイジ（2016年）
- 仮面の王 イ・ソン（2017年） - 全編の撮影にRED EPICを使用
- マインドハンター（2017年）

国内インターネット配信
- 火花（2015年）

海外インターネット配信
- ジェシカ・ジョーンズ（2015年）
- XOXO（2016年）
- 6アンダーグラウンド（2019年） - 全編の撮影にRED MONSTROを使用

ミュージックビデオ
- 安室奈美恵「Contrail」「Ailve」「Big Boys Cry」「Hands On Me」「Heaven」「Let Me Let You Go」「four seasons」「Golden Touch」- PVの撮影にEPIC DRAGONを使用
- ［Alexandros］「アルペジオ」 - PVの撮影にRED DRAGONを使用
- EXILE ATSUSHI+AI「No More」- PVの撮影にRED EPICを使用
- EXILE TAKAHIRO「一千一秒」- PVの撮影にRED EPICを使用
- サザンオールスターズ「東京VICTORY」- PVの撮影にRED EPICを使用
- ジェジュン「Brava!!Brava!!Brava!!」 - PVの撮影にRED GEMINIを使用
- ジャニーズWEST「プリンシパルの君へ」 - PVの撮影にRED EPICを使用
- SMAP「華麗なる逆襲」- PVの撮影にRED EPICを使用
- 水曜日のカンパネラ「松尾芭蕉」- PVの撮影にEPIC DRAGONを使用
- SEKAI NO OWARI「スノーマジックファンタジー」「炎と森のカーニバル」- PVの撮影にRED EPICを使用
- 浜崎あゆみ「Merry-Go-Round」 - PVの撮影にRED DRAGONを使用
- BUMP OF CHICKEN「パレード」「コロニー」- PVの撮影にRED EPICを使用
- V6「蝶」「Swing!」「GUILTY」、「Super Powers」、「ある日願いが叶ったんだ」 - PVの撮影にRED GEMINIを使用
- BOYS AND MEN「勇気・夢・音頭」 - PVの撮影にRED DRAGONを使用
- ポルノグラフィティ「2012Spark」 - PVの撮影にRED EPICを使用
- 松任谷由実「Babies are popstars」- PVの撮影にRED EPICを使用
- 森七菜「カエルノウタ」 - PVの撮影にRED DRAGONを使用
- ゆず「OLA!」 - PVの撮影にRED EPICを使用

テレビコマーシャル
- ダイハツ工業『ミラ トコット』 - CMの撮影にRED HELIUMを使用

その他
- Quarter（2009年）全編REDONEで撮影された初の邦画[4][5]
- ブルー・プラネット
- 世界の果てまでイッテQ! - エベレストの登頂企画でRED WEAPONを使用
- プラネットアース

2020年現在、800本以上の映像作品が本機で撮影されている

## 競合社
レッドの登場以降、ソニーやアリに代表される多くの競合企業は対抗機種を相次いで発売している。
競合機種の性能は様々であり、高解像度には至らないものの広いダイナミックレンジを誇る機種やレッド以上の解像度で撮影出来る機種も発売されている。以下はその一例である。
- Blackmagic Cinema Camera（ブラックマジックデザイン）
- Blackmagic URSA（ブラックマジックデザイン）
- アリフレックス D-20（35mm sensor size, 1080p output）
- AMIRA
- ジェネシス (パナビジョン)（35mm, 1080p）
- F35（Sony CineAlta）（2/3", 1080p）
- F65RS（Sony CineAlta）（35mm, 最大8K撮影が可能だが、現像は4Kでのみ可能）
- ダルサ オリジン（35mm, 4K）
- Thomson Viper FilmStream（2/3", 1080p）
- シリコン イメージング（2/3", 2K）
- Kinetta Camera（2/3", 1080p）
- Aaton ペネロープ デジマグ（35mm, 6K）
- EOS C500（Canon CINEMA EOS SYSTEM）（35mm, 4K）
- Panasonic VARICAM LT

## 日本における取扱店
販売と貸出
- 西華デジタルイメージ（2018年12月末に取り扱い終了）
- RAID
- system5
- 三友
- フジヤカメラ
- ライトアップ

貸出のみ
- 三和映材社
- テックス
- 小輝日文
- アーク・ビデオ
- イングスJBS

保有スタジオ
- IMAGICA Lab.
- GZ-TOKYO
- vons pictuers
- デジタルガーデン
- ピクチャーエレメント
- SuaveImages
- 極楽映像社
- SignaL

## 姉妹機
- エピック（RED EPIC 上位機種。柔軟な拡張性が特徴で、さまざまなオプションを装着できる）
- スカーレット（RED SCARLET 下位機種。本体価格が1万ドルを切る比較的廉価なモデルだが、4Kの動画撮影と5Kの静止画撮影が可能）
- エピック・ドラゴン（RED EPIC DRAGON エピックのセンサーをドラゴンセンサーにアップグレードした製品。6Kの動画撮影が可能）
- ウエポン（RED WEAPON 6Kの動画撮影と100フレームの静止画撮影が可能）
- レイヴン（RED RAVEN）
- ヘリウム（RED HELIUM）
- モンストロ（RED MONSTRO 8Kの動画撮影が可能）
- エピック・ダブル（RED EPIC-W）
- ジェミニ（RED GEMINI 5Kの動画撮影が可能）
- ドラゴン・エックス（RED DRAGON-X）
- スカーレット・ダブル（RED SCARLET-W）
- レンジャー（RED RANGER）
- コモド（RED KOMODO 6Kの動画撮影が可能）

## 周辺機器
- ガンナー（ハンドヘルドアクセサリー）
- レッドレイ（デジタルシネマプレーヤー。開発中。バリエーションとしてプロユースの「レッドレイ・プロ」も発表されている）
- レッドロケット（ビデオボード）

## ウィキブックス
- Red Camera on the Movie Making Manual （英語）